# Tuul Morandi
 (septembre 2024).
Pour les articles homonymes, voir Morandi.
Tuul Morandi est une journaliste et photographe franco-mongole née à Jargalant en Mongolie le 27 septembre 1980.

## Biographie
Tuul Morandi est née à Jargalant au nord d'Oulan-Bator et a grandi dans la steppe mongole, entourée de yacks et de chameaux sous une yourte avec ses grands-parents. Ses parents, issus de la première génération de Mongols diplômés, choisissent de vivre et travailler en ville. Suivant leur exemple, Tuul s'oriente vers les langues étrangères, acquérant une maîtrise du français. Elle atterrit à Paris en 2000 et est diplômée en Master Gestion et Politique de la culture à l’Université Paris VIII, Sa carrière professionnelle l'amène à croiser le chemin de son futur époux, Bruno Morandi, lors d'un voyage de presse organisé par Le Figaro magazine.

## Publications
- 2017 : Entre Ciel et Steppe, la Mongolie de Gengis Khan, avec Bruno Morandi, Éditions Hozhoni,  (ISBN 978-2372410304)
- 2018 : La Grande Odyssée des Chats, avec Bruno Morandi, Éditions Hozhoni,  (ISBN 978-2-37241-050-2)[2],[3]
- 2021 : Les routes du thé avec Bruno Morandi, Éditions Hozhoni,  (ISBN 978-2-37241-073-1)[4],[5]
- 2023 : La Mongolie de Gengis Khan avec Bruno Morandi, Éditions Hozhoni  (ISBN 978-2-37241-030-4)[1]

## Expositions
- 2017 Festival international de la photo animalière et de nature de Montier-en-Der - Entre Ciel et Steppe, la Mongolie de Gengis Khan
- 2018 Festival Curieux Voyageurs, Saint-Etienne - La Mongolie de Gengis Khan[6]
- 2018 Musée des Arts Asiatiques de Nice - La Mongolie de Gengis Khan
- 2018 Quinzaine de la Photographie de Cholet - La Mongolie de Gengis Khan
- 2018 Festival Photographique Influences Indiennes - Les Métamorphoses du Sari
- 2018 Festival Phot'Aubrac - La Mongolie de Gengis Khan
- 2019 NoMad Festival, Cergy-Pontoise - La Mongolie de Gengis Khan
- 2019 - 2020 Musée des Merveilles de Tende - Horizons Mongols
- 2021 NoMad Festival, Cergy-Pontoise - Hommage à l'Inde
- 2021-2022 Musée des Arts Asiatiques de Nice - Les routes du thé en Asie
- 2022 Festival Curieux Voyageurs, Saint-Etienne - Les Routes du Thé
- 2022 Festival Curieux Voyageurs, Saint-Etienne - Hommage à l'Inde
- 2022 Salons d’exposition de l’Hôtel de Ville, La Celle Saint-Cloud - Sur la route des Steppes nomades de Gengis Khan à nos jours
- 2023 Médiathèque de la Tremblaye, Bois d'Arcy - Sur la route des Steppes nomades de Gengis Khan à nos jours
- 2024 Château des Ducs de Bretagne, Nantes - Sur la route des steppes nomades 2024[7],[8]

## Liens extérieurs
- Notices d'autorité :   - VIAF
  - ISNI
  - BnF (données)
  - IdRef
  - GND